# Joshua Slocum
Il Capitano Joshua Slocum (Mount Hanley, 20 febbraio 1844 – Oceano Atlantico, dopo il 14 novembre 1909) è stato un navigatore e scrittore statunitense di nascita canadese.
Dopo una carriera in mare come marinaio e comandante di lungo corso e come maestro d'ascia, intraprende tra il 1895 e il 1898 sulla sua barca, lo Spray (da lui ricostruito), quella che diventerà la prima circumnavigazione del globo in solitario, della quale scriverà, nel 1900, pubblicando il libro Sailing Alone Around the World ("Solo, intorno al mondo") che divenne un best seller internazionale.

## La giovinezza

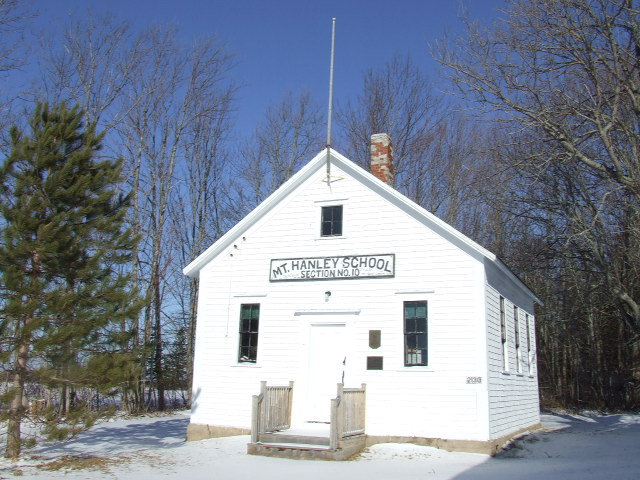
La scuola d'infanzia di Slocum, ora il Mount Hanley Schoolhouse Museum

Joshua Slocum nacque a Mount Hanley nella contea di Annapolis, in Nuova Scozia in Canada (ufficialmente registrata come Stazione Wilmot), una comunità sulla North Mountain affacciata sulla baia di Fundy.
Fu il quinto di undici figli di John Slocombe e Sarah Jane Slocombe nata Southern, Joshua discendeva, per parte di padre, da un quacchero, noto come "John the Exile" (Jonh l'Esule) che lasciò gli Stati Uniti poco dopo il 1780 a causa della sua opposizione alla Guerra d'indipendenza americana, fece parte, infatti, della migrazione dei lealisti in Nuova Scozia, dove agli Slocombe furono concessi 2 km² (500 acri) di terreno agricolo nella contea di Annapolis in Nuova Scozia.
Joshua nacque nella fattoria di famiglia a Mount Hanley e imparò a leggere e scrivere nella vicina scuola di Mount Hanley. Le sue prime avventure in acqua furono effettuate su golette costiere che operavano da piccoli porti come Port George e Cottage Cove vicino al Monte Hanley, lungo la baia di Fundy.
Quando aveva otto anni, la famiglia Slocombe si trasferì da Mount Hanley a Brier Island nella contea di Digby, all'imboccatura della Baia di Fundy. Il nonno materno era il guardiano del faro di Southwest Point. Suo padre, un uomo severo e dalla disciplina ferrea, iniziò a fabbricare stivali di pelle per i pescatori locali e Joshua lo aiutava in negozio. Tuttavia, il ragazzo trovava l'odore dell'aria salata molto più seducente dell'odore della pelle delle scarpe. Fin da giovanissimo desiderava una vita avventurosa in mare, lontano dal padre esigente e dalla sua vita caotica in una casa tra tanti fratelli e sorelle.
Fece diversi tentativi di scappare di casa, riuscendoci finalmente all'età di 14 anni, facendosi assumere come mozzo e cuoco su una goletta da pesca locale, ma presto tornò a casa. Nel 1860, dopo la nascita dell'undicesimo Slocombe (Joshua avrebbe cambiato l'ortografia del suo cognome più tardi) e la morte dell'amata madre durante il parto, Joshua, allora sedicenne, lasciò la casa per sempre e, assieme ad un amico, si imbarcarono ad Halifax come ordinary seaman (marinaio semplice) su una nave mercantile diretta a Dublino, in Irlanda.

## I primi imbarchi
Fu durante questo primo vero imbarco sulla nave mercantile britannica Tangier (registrata anche come Tanjore), che si fece conoscere dal capitano, il quale scommise su di un mozzo ignorante di sedici anni, tanto da insegnargli i segreti della navigazione, del carteggio e della navigazione astronomica. Slocum dimostrò di avere talento, amava questi argomenti ed imparava in fretta.
Da Dublino, compirono poi la traversata per Liverpool, quindi la nave proseguì per la Cina. Durante i successivi due anni come marinaio semplice, doppiò Capo Horn due volte, sbarcando a Batavia (ora Giacarta) nelle Indie orientali olandesi e toccando le isole Molucche, Manila, Hong Kong, Saigon, Singapore e San Francisco. Mentre era in mare, sotto la tutela del suo capitano studiò per l'esame del Board of Trade (ufficio del commercio) e, all'età di diciotto anni ottenne il patentino da secondo ufficiale. Da qui Slocum salì rapidamente di grado per diventare primo ufficiale su navi britanniche che trasportavano carbone e grano tra le isole britanniche e San Francisco.

### LaWashington
Nel 1865 si stabilì a San Francisco, divenne cittadino statunitense e, dopo un periodo dedicato alla pesca al salmone e commercio delle pellicce nel Territorio dell'Oregon, tornò in mare per pilotare uno schooner nel commercio costiero tra San Francisco e Seattle. Nel 1869, a 25 anni, ottenne il suo primo comando, il brigantino a palo Washington, che lo portò ad attraversare il Pacifico, da San Francisco all'Australia, ritornando in patria toccando l'Alaska.
In Alaska, il Washington venne distrutto quando l'ancora arò durante una tempesta, andò alla deriva verso terra e si incagliò sugli scogli. Slocum, tuttavia, correndo un considerevole rischio per se stesso, riuscì a salvare la sua prima moglie (che viaggiava sempre con lui), l'equipaggio e gran parte del carico, riportando tutti in porto sani e salvi sulle scialuppe scoperte della nave. I proprietari della compagnia di navigazione che avevano affidato il comando a Slocum furono così colpiti da questa impresa di ingegnosità e capacità di comando, che gli assegnarono la Constitution che fece vela per le Hawaii e la costa occidentale del Messico.
Il comando successivo fu il Benjamin Aymar, una nave mercantile impiegata sulle rotte del commercio dei mari del sud. Tuttavia, gli armatori, a corto di soldi, vendettero la nave e lui e Virginia si trovarono bloccati nelle Filippine senza una nave.
Navigò per tredici anni fuori dal porto di San Francisco, trasportando merci miste in Cina, Australia, isole Spice (isole Molucche) e Giappone. Tra il 1869 e il 1889 fu comandante di otto vascelli, i primi quattro dei quali (il Washington, la Costitution, il Benjamin Aymar e l'Ametista). Ne comandò anche altri e in seguito ne comanderà altri quattro, in tutto o in parte, di sua proprietà.

## Famiglia in mare

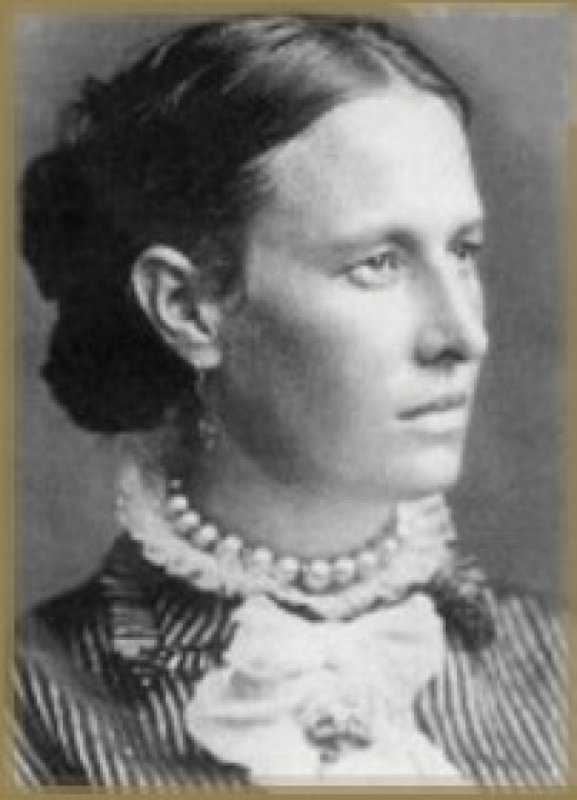
Virginia Albertina Walker, prima moglie di Johsua Slocum

Poco prima del Natale del 1870, Slocum e la Washington erano entrati a Sydney. Lì, nel giro di meno di un mese, aveva incontrato, corteggiato e sposato una giovane donna di nome Virginia Albertina Walker. Il loro matrimonio ebbe luogo il 31 gennaio 1871; la notizia del matrimonio fu pubblicata, come da tradizione del tempo, sul quotidiano The Empire di Sydney, nell'edizione del 13 febbraio 1871: 
(pubblicato sull'The Empire di Sydney il 13 febbraio 1871)
La signorina Walker era una cittadina statunitense nata a Staten Island nel 1849, la cui famiglia originaria di New York era emigrata a ovest della California all'epoca della corsa all'oro del 1849 e alla fine avevano continuato il viaggio, via nave, per stabilirsi in Australia; trovava la vita a Sydney troppo convenzionale e noiosa e seppe che Joshua era l'uomo della sua vita dal momento in cui lo vide. Allegra, musicalmente talentuosa, coraggiosa e anche abile nel tiro con la pistola, aveva bellissimi occhi dorati, che si dice fossero un'eredità dei suoi antenati nativi americani Leni Lenape, scriverà il figlio Victor: "I have seen such eyes on our golden eagles" ("Ho visto occhi simili sulle nostre aquile reali")
Fu una storia d'amore vorticosa, considerata quasi una fuga d'amore perché non approvata dal padre di lei. Sia Victor Slocum che Flannery suggeriscono che suo padre fosse importante nella vita sociale di Sydney e che gestisse un'attività di cancelleria.
Virginia navigò sempre al fianco di suo marito nei tredici anni del loro matrimonio, la sua vita con Joshua fu di sicuro difficile e impegnativa, come per qualsiasi altra donna in mare con il marito e i figli durante il XIX secolo.
La coppia ebbe sette figli, tutti nati in mare o in porti stranieri, ma solo quattro di essi, Victor, Benjamin Aymar, James Garfield, e la figlia Jessie, sopravvissero fino all'età adulta. Sulla morte di una figlia, nel libro di Flannery è riportata una lettera di Virginia a sua madre spedita dalle Filippine nel 1879:
(a cura di Tim Flannery, Joshua Slocum, Sailing Alone Around The World - Text Publishin, 21 giugno 2012, lingua inglese, ISBN 978-1541167056.)
Sebbene la loro vita assieme non fosse sempre così triste e, anzi, spesso eccitante e avventurosa, alla fine la salute di Virginia ne risentì: morì di insufficienza cardiaca nel 1884 all'età di soli 34 anni a bordo della loro nave Aquidneck a Buenos Aires, dove fu seppellita, lasciando Joshua sconvolto e con quattro figli da accudire.

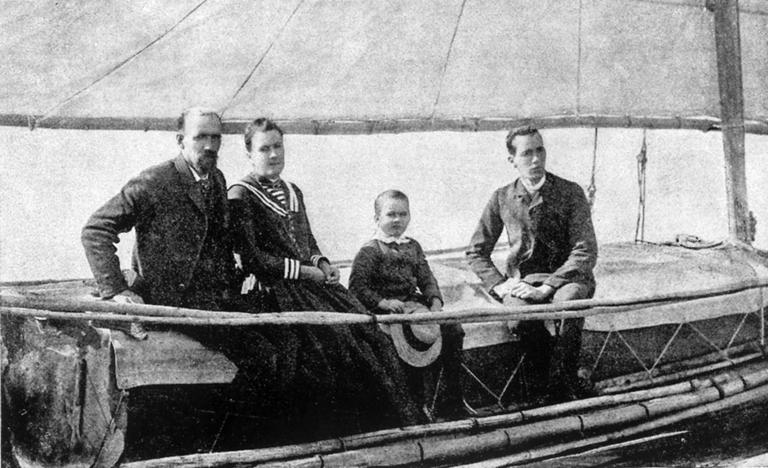
Una rara foto di famiglia che ritrae il Cpt. Slocum, sua moglie Henrietta e due dei loro quattro figli, Garfield e Victor, a bordo della Liberdade.

Meno di due anni dopo, nel 1886, all'età di 42 anni, Slocum si risposò, questa volta con una sua cugina di soli 24 anni, Henrietta "Hettie" Miller Elliott, nata in Nuova Scozia nel 1862, descritta come “carina e vivace”. Il letto della luna di miele con la nuova, giovane, moglie sull'Aquidneck era probabilmente lo stesso in cui era morta Virginia, il che probabilmente non fu di buon auspicio per il matrimonio, infatti per Hettie la vita in mare fu molto meno attraente rispetto che alla prima moglie.
Durante i suoi viaggi con Slocum, Hettie sopportò molte traversie, come quando suo marito sparò a un uomo per ammutinamento e dovette affrontare un processo, oppure il colera e il vaiolo, la perdita dell'Aquidneck e il successivo, sensazionale, ritorno a casa in America sulla fragile zattera Liberdade di 10,5 metri costruita dal marito con l'aiuto dei figli. Certamente non affrontò il mare come avrebbe potuto fare Virginia, ma non permise che le accorciasse la vita: quando la Liberdade arrivò a Boston e un giornalista le chiese se la vita della moglie di un capitano fosse di suo gradimento, rispose che avrebbe piuttosto "preso il treno" e che "ho avuto abbastanza navigazione per bastarmi per molto tempo". Non avrebbe più seguito il marito per mare sullo Spray e nel successivo viaggio celebre intorno al mondo.
Hettie continuò a prendersi cura dei figli di Slocum anche dopo che la coppia si separò. Poco si sa dei suoi ultimi anni, morì all'età di 90 anni nel Massachusetts nel 1952. Il suo nome appare come collaboratrice, con alcune sue note, di un piccolo opuscolo di 48 pagine intitolato "Sloop Spray Souvenir" (venduto per 25 centesimi durante le conferenze di Slocum) al quale era allegato un pezzo della tela della vela strappata nello stretto di Magellano, come souvenir; una copia originale è detenuta dalla Millicent Library di Fairhaven.
Dopo che Hettie se ne andò, Slocum fece i preparativi per il suo viaggio in solitaria intorno al mondo sullo Spray e per il quale divenne celebre.

## Successivi imbarchi

### LaPato
Mentre era nelle Filippine, nel 1874, su commissione di un architetto britannico, Slocum organizzò lavoratori indigeni per costruire un piroscafo da 150 tonnellate nel cantiere navale di Subic Bay. In pagamento parziale per il lavoro, gli fu data la goletta da novanta tonnellate, Pato (in spagnolo "Anatra"), la prima nave che poteva chiamare sua.
La proprietà della Pato garantiva a Slocum il tipo di libertà e autonomia che non aveva mai sperimentato prima. Assumendo un equipaggio, ottenne un contratto per consegnare un carico a Vancouver. Da allora in poi usò il Pato come vettore di merci generiche lungo la costa occidentale del Nord America e nei viaggi avanti e indietro tra San Francisco e le Hawaii. Durante questo periodo, Slocum realizzò anche una sua ambizione di lunga data, diventare uno scrittore; divenne corrispondente temporaneo per il San Francisco Bee.
Gli Slocum vendettero il Pato a Honolulu nella primavera del 1878. Tornati a San Francisco, acquistarono l'Ametista navigando su questa nave fino al 23 giugno 1881.

### LaNorthen Light
Dal 1882 al 1883 gli Slocum acquistarono una terza quota della Northen Light, del quale era "giustamente orgoglioso" arrivando a definirla "la più bella nave a vela americana in armamento". Questo grande clipper era lungo 233 piedi, largo 44 piedi, 28 piedi nella stiva. Era in grado di trasportare 2000 tonnellate su tre ponti. Con questa nave durante l'agosto del 1883 navigò nei pressi del vulcano Krakatoa durante la famosa eruzione esplosiva.
Sebbene Joshua Slocum chiamasse questa nave "il mio miglior comando", era un comando afflitto da ammutinamenti e problemi meccanici. In circostanze legali preoccupanti (causate dal suo presunto trattamento del capo ammutinato) vendette la sua quota nella Northern Light nel 1883.

### L'Aquidneck

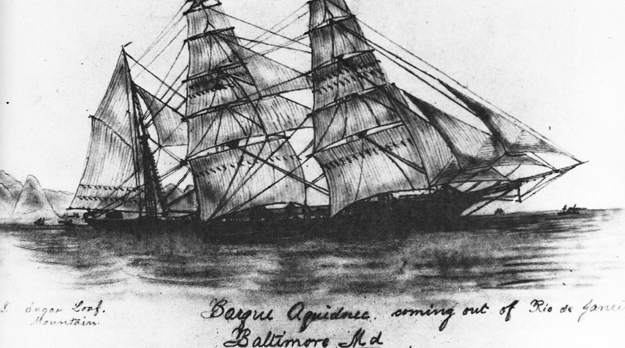
L'Aquidneck in una cartolina disegnata

La famiglia Slocum, con i proventi della vendita della Northern Light, acquistò la successiva nave, l'Aquidneck, un brigantino a palo di 326 tonnellate, del quale Joshua disse: "un'opera dell'uomo che mi sembrava la più vicina a una bellezza ideale, e che, quando c'era vento, in fatto di velocità non aveva paura neanche dei vapori". Nel 1884 Virginia, la prima moglie di Slocum, si ammalò a bordo dell'Aquidneck a Buenos Aires e morì. Dopo aver navigato verso il Massachusetts, Slocum lasciò i suoi tre figli più piccoli, Benjamin Aymar, Jessie e Garfield alle cure delle sue sorelle; suo figlio maggiore Victor continuò come suo primo ufficiale.
Sposata Henrietta, la famiglia Slocum, ad eccezione di Jessie e Benjamin Aymar, tornò in mare a bordo dell'Aquidneck, diretta a Montevideo, in Uruguay. Pochi giorni dopo il primo viaggio di Henrietta, l'Aquidneck attraversò un uragano. Alla fine di questo primo anno, l'equipaggio contrasse il colera e fu messo in quarantena per sei mesi. Successivamente, Slocum fu costretto a difendere la sua nave dai pirati, sparando e uccidendone uno; fu processato per omicidio e assolto. Successivamente, l'equipaggio dell'Aquidneck venne infettato dal vaiolo e tre membri dell'equipaggio perirono. La disinfezione della nave fu eseguita a un costo considerevole.
Subito dopo Natale, costeggiando il Brasile insieme alla seconda moglie Henrietta Elliot e i figli del suo primo matrimonio, l'Aquidneck mancò una virata e si incagliò in un bassofondo sabbioso nella baia di Guarakasava, nel sud dello stato. La sua nave giacque là, distrutta; nessuno perse la vita, ma gli Slocum perdettero i loro averi per intero.

### LaLiberdade

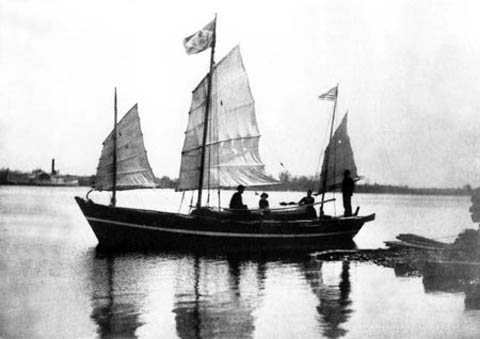
La Liberdade con i suoi quattro membri dell'equipaggio: il Cpt. Slocum, sua moglie Hettie e i figli Garfield e Victor durante il viaggio di ritorno negli USA dal Brasile, dopo il naufragio dell'Aquidneck

Dopo essere rimasto bloccato in Brasile con la moglie e i figli Garfield e Victor, iniziò a costruire una barca che li avrebbe portati a casa. Utilizzò materiali locali, recuperatone altri dall'Aquidneck e assunse lavoratori locali. Il risultato era un incrocio tra un dory e un sampan giapponese, con la velatura di una giunca cinese: tre stili di imbarcazione ben noti ad un marinaio dell'esperienza di Slocum, caratterizzati da una comune semplicità di progetto e realizzazione. La barca fu varata il 13 maggio 1888, lo stesso giorno in cui la schiavitù fu abolita in Brasile e fu proprio per questo motivo, quindi, che alla nave fu dato il nome Liberdade, la parola portoghese per libertà, per omaggiare la libertà degli schiavi brasiliani. Joshua e la sua famiglia iniziarono il viaggio di ritorno negli Stati Uniti.
Joshua, Henrietta e due dei figli condussero la Liberdade fino a Washington: per 5 510 miglia e dopo cinquantacinque giorni gli Slocum raggiunsero Cape Roman, nella Carolina del Sud e continuarono nell'entroterra verso Washington durante l'inverno e infine raggiunsero Boston via New York nel 1889. Questo fu l'ultimo viaggio di Henrietta con la famiglia.
Qui si concluse la carriera professionale del capitano Slocum. Era iniziata l'era delle navi a vapore, ma l'anima di Joshua era legata alla vela. Si diede quindi alla scrittura nel 1890 e scrisse e autofinanziò la pubblicazione del suo primo libro Viaggio della Liberdade (Voyage of the Liberdade) dove raccontò questa avventura, ma il libro, inizialmente, non ebbe successo.
Dopo il viaggio della Liberdade si persero le tracce dell'imbarcazione; per lungo tempo girò la leggenda che lo stesso Slocum avesse regalato l'imbarcazione allo Smithsonian Institution e che questa fosse ancora custodita nei magazzini. Paul F. Johnston, direttore della sezione di storia marittima presso il National Museum of American History dello Smithsonian Institution ha sostenuto che in effetti nel 1889 Slocum la donò all'istituto che la ricevette il 16 ottobre 1890. Date le dimensioni, non potendo essere esposta al chiuso, la Liberdade rimase all'aperto per anni. Bisogna considerare che, a quei tempi, Slocum non era ancora famoso. Ad ogni modo l'imbarcazione si deteriorò molto e lo Smithsonian chiese più volte a Slocum di portarla via, riconsegnandogliela infine il 7 dicembre 1906. Slocum la portò in un cantiere navale sul fiume Potomac e la smantellò, riutilizzandone alcune porzioni sullo Spray e donandone qualche pezzo, come souvenir, ad alcuni interessati abitanti del lungomare di Washington. L'ultimo documento dello Smithsonian su questa vicenda è datato 1914.

## Il viaggio delDestroyer
Nell'inverno del 1893/94 Slocum intraprese quello che definì, a quel tempo, "Il viaggio più difficile che abbia mai fatto, senza alcuna eccezione". Comprendeva la consegna della torpediniera a vapore Destroyer dalla costa orientale degli Stati Uniti al Brasile.
La Destroyer era una nave di 130 piedi di lunghezza, ideata dall'inventore e ingegnere meccanico svedese-americano John Ericsson, e destinata alla difesa dei porti e delle acque costiere. Dotata all'inizio del 1880 di una corazza inclinata e di un cannone sottomarino montato a prua, era un'evoluzione del tipo di nave da guerra Monitore della guerra civile americana. Il Destroyer aveva lo scopo di sparare una prima forma di siluro contro una nave avversaria da un raggio di 300 piedi ed era una "nave da guerra parzialmente corazzata per attaccare a corto raggio".
Nonostante la perdita dell'Aquidneck e le privazioni del viaggio della sua famiglia sulla ‘’Liberdade’’, Slocum manteneva una predilezione per il Brasile. Durante il 1893 il Brasile dovette affrontare una crisi politica nello stato del Rio Grande do Sul e un tentativo di guerra civile, la rivoluzione Farroupilha (alla quale prese parte anche Garibaldi) che fu intensificata dalla rivolta della marina del paese (chiamata Revolta da Armada), in settembre.
Slocum accettò la richiesta del governo brasiliano di consegnare il Destroyer nel Pernambuco. Il suo movente era soprattutto finanziario. Come descrive lo stesso Slocum, il suo accordo con il comandante delle forze governative a Pernambuco era "andare contro la flotta ribelle e affondarli tutti, se avessimo potuto trovarli - grandi e piccoli - per una bella somma d'oro...". Inoltre, Slocum vedeva la possibilità di ‘’vendicarsi dell'acerrimo nemico e ribelle", l'ammiraglio Melo (che lui scrive come "Mello"): "In confidenza: ardevo per spazzare via Mello e al suo ‘’Aquideban’’. Era lui, che su quella nave espulse la mia nave, l'Aquidneck’’, da Ilha Grande qualche anno fa, con il vile pretesto che avremmo potuto avere una malattia a bordo. Ma quella storia è già stata raccontata. Bruciavo per fargli sapere e fargli sentire palpabilmente che questa volta avevo la dinamite al posto del fieno".
Rimorchiata dalla Santuit, Slocum e il piccolo equipaggio a bordo della Destroyer lasciarono Sandy Hook, nel New Jersey, il 7 dicembre 1893. Il giorno seguente la nave stava già imbarcando acqua: "Una calamità ci ha sopraffatto. Le saldature superiori della nave si stanno aprendo e uno dei nuovi stabilizzatori, quello di dritta, è già pieno d'acqua". Nonostante tutte le mani pompassero e aggottassero, a mezzanotte l’acqua di mare cominciò a spegnere i fuochi delle caldaie che riuscirono ad essere mantenute accese solamente gettando rotoli di grasso di maiale, tavoli e sedie dalla nave.
Con la tempesta che continuava a imperversare, il 9 l'equipaggio fu in grado di abbassare il livello dell'acqua nella stiva e tappare alcune falle e perdite. Lo sgottamento dell'acqua fu ottenuto utilizzando ininterrottamente un grande sacco di tela improvvisato, dal 9 al 13, e questa estenuante operazione riuscì a mantenere il livello dell'acqua nella stiva sotto i 3 piedi (91 cm). Il 13 vennero nuovamente colpiti da una tempesta e furono costretti a sgottare tutta la notte. Il 14 il mare grosso mandò in avaria il timone mettendolo fuori uso. Nel pomeriggio del 15 dicembre il "cacciatorpediniere" era a sud-ovest di Porto Rico, diretto in Martinica, ed era ancora flagellato dalle tempeste. A questo punto, con i fuochi delle caldaie spenti, tutto l’equipaggio stava cercando di salvarsi la vita: "Lo scafo principale del Destroyer è già un piede sott'acqua, e sta andando giù". L'equipaggio non aveva altra scelta che continuare a sgottare e cercare di mantenere la nave a galla, poiché la nave "non poteva essere assicurata per il viaggio; né alcuna compagnia di assicurazione avrebbe assicurato una sola vita a bordo". La mattina del 16 la tempesta si placò, consentendo al Destroyer di ancorarsi a sud di Porto Rico.
Sebbene la migliore pompa a vapore della nave fosse stata messa fuori servizio, il 19 dicembre il mare più favorevole consentì all'equipaggio di raggiungere la Martinica, dove furono effettuate le riparazioni prima di salpare nuovamente il 5 gennaio 1894. Il 18 gennaio il Destroyer arrivò a Fernando de Noronha, un'isola a circa 175 miglia dalla costa del Brasile, prima di raggiungere finalmente Recife, nello stato di Pernambuco, il 20.
Slocum scrisse: "Il mio viaggio di ritorno dal Brasile sulla canoa Liberdade, con la mia famiglia come equipaggio e compagni, alcuni anni fa, sebbene fosse stato un viaggio molto più lungo non era della stessa natura fastidiosa".
Nel Pernambuco il Destroyer si riunì alla marina brasiliana e l'equipaggio fu nuovamente impegnato nelle riparazioni poiché il lungo rimorchio nelle acque agitate aveva reciso i rivetti a prua, provocando alcune falle. La polvere da sparo bagnata portò a fallire un tiro di prova del cannone sottomarino e fu necessario mettere la nave in secca per rimuovere il proiettile incastrato, ma la forza del moto ondoso provocò un'ulteriore falla; dopo ulteriori riparazioni il ‘’cacciatorpediniere’’ fece rotta per Salvador di Bahia con i rifornimenti di polvere da sparo per la flotta brasiliana, arrivando il 13 febbraio. Una volta lì, tuttavia, l'ammiraglio Gonçalves della marina brasiliana sequestrò la nave. All'arsenale di Salvador, un equipaggio alternativo apparentemente incompetente fece incagliare il Destroyer su uno scoglio in bacino, nella nave si aprì una grossa falla e venne successivamente abbandonata.

## LoSpraye la prima circumnavigazione in solitario del globo
Per i due anni successivi Slocum lavorò come maestro d'ascia, fino ad un giorno di mezzo inverno del 1892, totalmente in bancarotta, quando iniziò la storia del leggendario Spray.

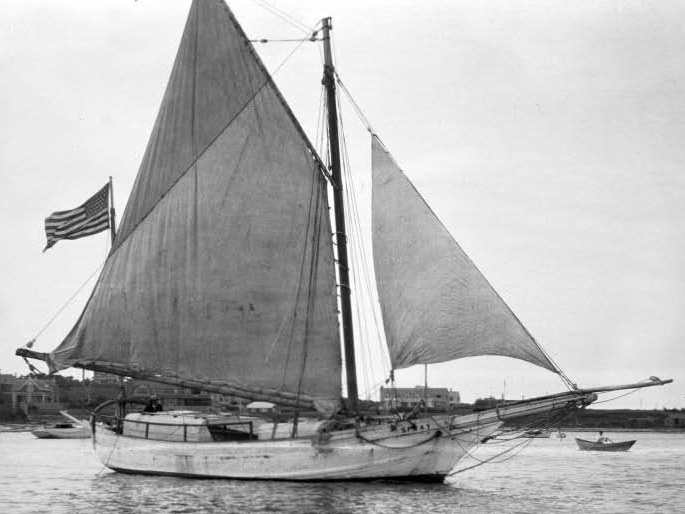
Lo Spray, foto del 1898

### LoSpray
Nel 1892, un suo amico, il capitano Eben Pierce, cacciatore di balene, gli offrì in regalo una sua "nave" in disarmo che "ha bisogno di alcune riparazioni". Slocum andò a Fairhaven, nel Massachusetts, per scoprire che la "nave", lo Spray, era un vecchio sloop, originariamente adibito alla pesca alle ostriche, di 11,20 m di lunghezza fuori tutto (36 piedi e 9 pollici), alcune fonti fanno risalire la che aveva terminato il suo servizio nel 1885 ed era solo un relitto, una carcassa che si deteriorava lentamente, rimessata in secca, puntellata malamente in un campo affacciato sul mare a Poverty Point, Fairhaven.
Una volta vista l'imbarcazione, nonostante il pessimo stato del relitto, Joshua impiegò i successivi tredici mesi a ripararla e, di fatto, la ricostruì completamente, da solo, secondo la sua personale concezione di imbarcazione ideale per il tipo di navigazione che aveva in mente, sfruttando la sua esperienza sia come marinaio che come maestro d'ascia; come ebbe a scrivere nel suo libro: "Lo feci saldo, robusto e bello. Chiglia, braccioli e ordinate di dura quercia. Il fasciame era di pino della Georgia, spesso tre centimetri e mezzo. Le impavesate fatte con scalmotti di quercia bianca, i corsi di coperta di pino bianco". Esclusa una robusta quercia che lo stesso Slocum abbatté a colpi d'ascia per ricavarne la chiglia, i materiali utilizzati per le riparazioni gli costarono 553,62 dollari, equivalenti a 15 754 dollari del 2019.
Nonostante la profonda revisione che Slocum fece dell'imbarcazione, mantenne il suo nome Spray, osservando: "Ora, è regola del Lloyd che la "Jane" ricostruita sopra la vecchia, sino a divenire completamente nuova, è sempre la "Jane"".
Dopo aver fatto il giro del mondo nel 1895, il boma fu accorciato dopo la rottura e nel 1896 Slocum ridusse l'altezza dell'albero di 7 piedi e la lunghezza del bompresso di 5 piedi mentre si trovava a Buenos Aires. A Port Angosto, nello stretto di Magellano, lo Spray fu riarmato a yawl aggiungendo un albero di mezzana. Nel 1901 lo Spray era un'attrazione all'Esposizione Panamericana di Buffalo, negli Stati Uniti.

### Ilviaggio
Il 24 aprile 1895 salpò da Boston, Massachusetts. Nel suo famoso libro, Solo, Intorno Al Mondo, ora considerato un classico della letteratura di viaggio, descrisse la sua partenza nel modo seguente: 
(Joshua Slocum, Solo, Intorno Al Mondo - Traduzione di Alex Carozzo)
Dopo una lunga visita alla sua casa d'infanzia a Brier Island, visitando vecchi ritrovi sulla costa della Nuova Scozia, Slocum lasciò il Nord America in prossimità del faro dell'isola di Sambro vicino ad Halifax, in Nuova Scozia, il 3 luglio 1895.

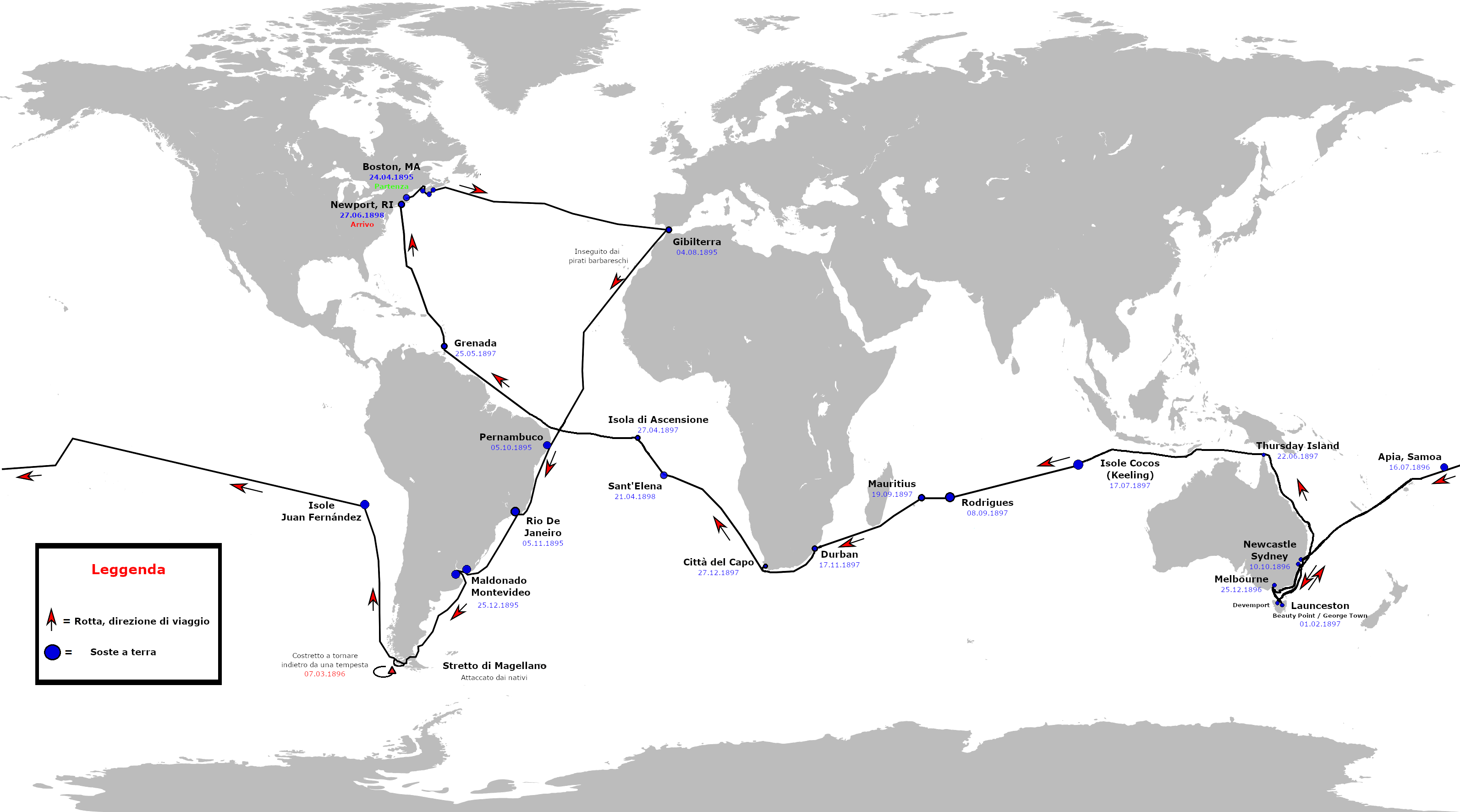
Rotta di Joshua Slocum e dello Spray durante la prima circumnavigazione del globo in solitaria tra il 24 aprile 1895 e il 3 luglio 1898, dopo 46.000 nm di viaggio

Slocum intendeva navigare verso est intorno al mondo, passando per il Canale di Suez, ma quando si approssimò a Gibilterra si rese conto che navigare attraverso il Mediterraneo meridionale sarebbe stato troppo pericoloso per un marinaio solitario a causa della pirateria che imperversava ancora a quei tempi. Così decise di invertire la rotta e navigare verso ovest, nell'emisfero meridionale. Si diresse inizialmente in Brasile e poi nello stretto di Magellano. Non riuscì subito a passare nel Pacifico a causa di una tempesta che lo fece navigare nello stretto per quaranta giorni, impossibilitato a risalire i forti venti. Una volta entrato nel Pacifico si diresse in Australia, navigando a nord lungo la costa orientale, quindi attraversando l'Oceano Indiano, per doppiare il capo di Buona Speranza e poi tornare in Nord America.
Slocum navigava senza un cronometro, affidandosi invece al metodo tradizionale della navigazione stimata per stima della longitudine, sistema che richiedeva solo un orologio di latta economico per l'ora approssimativa e le osservazioni del sole di mezzogiorno per la determinazione della latitudine. Durante la lunga traversata del Pacifico, Slocum si servì anche dell'osservazione della distanza lunare, decenni dopo che queste osservazioni avevano cessato di essere comunemente utilizzate, questo gli permise di avere un controllo indipendente sulla stima della sua longitudine. Ad ogni modo il metodo principale di Slocum per trovare la longitudine era sempre una navigazione stimata; ricorse una sola volta all'osservazione lunare durante l'intera circumnavigazione.
Slocum normalmente navigava sullo Spray senza toccare il timone. A causa della lunghezza del piano velico rispetto allo scafo e della chiglia lunga, lo Spray era in grado di autogovernarsi (a differenza delle imbarcazioni moderne più veloci) ed era bilanciata stabilmente su qualsiasi rotta, mantenendo la direzione rispetto al vento semplicemente regolando opportunamente le vele e legando velocemente il timone. Lo stesso Slocum racconta di aver navigato per 2 000 miglia (3200 km) verso ovest attraverso l'Oceano Indiano senza toccare il timone.
Più di tre anni dopo, il 27 giugno 1898, tornò a Newport, negli Stati Uniti, dopo aver circumnavigato il mondo, coprendo una distanza di oltre 46 000 miglia (74000 km). "Ma non fu del tutto soddisfatto, lo Spray, fino a quando non lo riportai un po' più in là, al luogo di nascita, Fairhaven nel Massachusetts [...]. Perciò il 3 luglio, con vento favorevole, lo Spray fece un valzer intorno alla costa e su per il fiume Acushet fino a Fairhaven, dove lo ormeggiai allo stesso palo di cedro piantato sulla riva per trattenerlo al momento del varo. Non avrei potuto riportarlo più vicino a casa di così".

Il ritorno di Slocum passò, all'epoca, quasi inosservato; la guerra ispano-americana, iniziata due mesi prima, dominava i titoli dei giornali. Al termine delle principali ostilità, molti giornali statunitensi pubblicarono articoli che descrivevano la straordinaria avventura di Slocum.

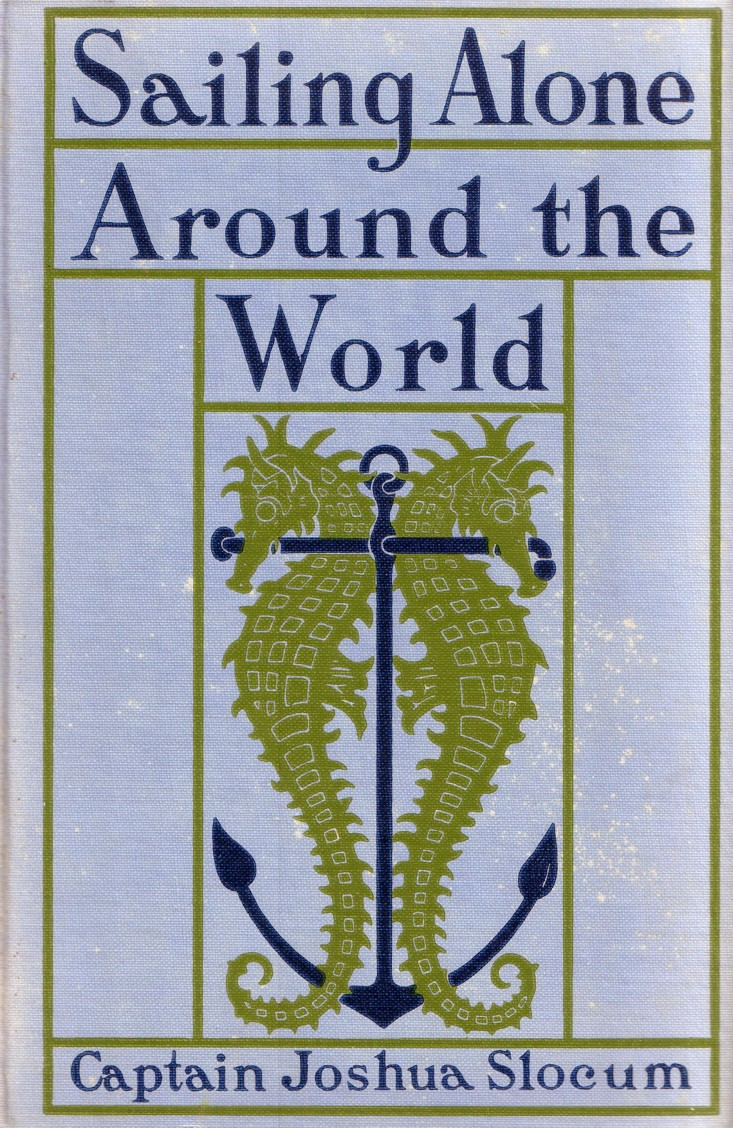
Copertina di "Solo, Intorno Al Mondo"

Grazie alla sua esperienza e alle sue eccezionali doti di marinaio e di maestro d'ascia, aveva circumnavigato il globo, da est verso ovest, passando per lo stretto di Magellano, la Terra del Fuoco e doppiando il capo di Buona Speranza attraversando l'Oceano Atlantico (tre volte), l'Oceano Pacifico e l'Oceano Indiano, su un'imbarcazione da lui costruita e divenuta leggendaria, oltre che comprimaria, compiendo un gesto storico ed entrando nel mito.
A questo viaggio e alla sua vita è dedicato un audiodoc trasmesso da Wikiradio, Rai Radio 3, scritto e narrato da Fabio Fiori.

### Solo, Intorno Al Mondo
Nel 1899 pubblicò il suo racconto dell'epico viaggio nel libro Sailing Alone Around the World (Solo, Intorno Al Mondo, nell'edizione italiana), prima pubblicato a puntate su The Century Magazine e poi in diverse edizioni in volume. I recensori accolsero con entusiasmo la storia dell'avventura dell'era della vela anche se era leggermente anacronistica. Arthur Ransome arrivò al punto di dichiarare: "I ragazzi a cui non piace questo libro dovrebbero essere annegati immediatamente". Nella sua recensione, Sir Edwin Arnold scrisse: "Non esito a definirlo il libro più straordinario mai pubblicato".
Il contratto per la stesura del libro di Slocum era parte integrante del suo viaggio: il suo editore aveva fornito a Slocum una vasta biblioteca a bordo e Slocum scrisse diverse lettere al suo editore da punti sperduti in tutto il mondo.
Solo, Intorno Al Mondo gli valse una fama diffusa nel mondo anglofono. Fu uno degli otto oratori invitati a una cena in onore di Mark Twain nel dicembre 1900. Slocum portò lo Spray su per il Canale Erie fino a Buffalo per l'Esposizione panamericana nell'estate del 1901, e fu ben ricompensato per la partecipazione.

## Vita successiva
I ricavi dei libri, soprattutto del terzo, e le entrate derivanti dalle conferenze pubbliche, gli fornirono una sicurezza finanziaria sufficiente per acquistare nel 1901 una piccola fattoria a West Tisbury, sull'isola di Martha's Vineyard, nel Massachusetts. Dopo un anno e mezzo scoprì di non potersi adattare a una vita stabile e tornò a navigare sullo Spray da un porto all'altro negli Stati Uniti nord-orientali durante l'estate e nelle Indie occidentali durante l'inverno, tenendo conferenze e vendendo libri ovunque potesse. Nel 1902 fu arrestato a Riverton, nel New Jersey, con l'accusa di stupro di una ragazza di dodici anni. Questa accusa fu smentita dal punto di vista medico e ridotta a una violazione contro la decenza, ma fu assolto anche da questa accusa. Slocum insisté sul fatto che non aveva memoria dell'accaduto e trascorse più di un mese in prigione in attesa che le accuse venissero ritirate.
Slocum e la Spray visitarono Sagamore Hill, la tenuta del presidente degli Stati Uniti Theodore Roosevelt sulla costa nord di Long Island. Roosevelt e la sua famiglia erano interessati ai racconti della circumnavigazione in solitaria di Slocum. Il giovane figlio del presidente, Archie, insieme a un tutore, trascorse i giorni successivi navigando con Slocum fino a Newport a bordo della Spray, che, a quel tempo, era una nave decrepita e logorata dalle intemperie. Slocum incontrò nuovamente il presidente Roosevelt nel maggio 1907, questa volta alla Casa Bianca a Washington. Pare che Roosevelt gli disse: "Capitano, le nostre avventure sono state un po 'diverse" e che lui rispose: "È vero, signor Presidente, ma vedo che lei è arrivato prima".
Nel 1909 i fondi di Slocum si stavano esaurendo; i ricavi contabili erano diminuiti. Si preparava a vendere la sua fattoria a Martha's Vineyard e iniziò a fare progetti per una nuova avventura in Sud America. Sperava in un altro contratto per un libro.

## Scomparsa
La sua morte è avvolta nel mistero: il 14 novembre 1909 Slocum regolò le vele e salpò sullo Spray per le Indie Occidentali in uno dei suoi soliti viaggi invernali; aveva espresso l'interesse a iniziare la sua prossima avventura esplorando i fiumi Orinoco, Rio Negro e Rio delle Amazoni. Non arrivò mai, e né Joshua Slocum né lo Spray furono più rivisti. Nel luglio 1910 sua moglie informò i giornali che credeva che si fosse perso in mare.
Nonostante fosse un marinaio esperto, Slocum non imparò mai a nuotare, considerava inutile imparare a nuotare.
Joshua Slocum fu dichiarato legalmente morto nel 1924.

## Lascito
I risultati di Joshua Slocum sono stati ben pubblicizzati e onorati. Il nome Spray è diventato una scelta per gli yacht da crociera sin dalla pubblicazione del resoconto di Slocum della sua circumnavigazione. Negli anni, molte versioni dello Spray sono state costruite dai piani del libro di Slocum, ricostruendo più o meno lo sloop con vari gradi di successo.
Allo stesso modo, il marinaio francese di lunga distanza Bernard Moitessier ha battezzato la sua barca a ketch di 12 metri (39 piedi) Joshua in onore di Slocum. È stato con questa barca che Moitessier ha navigato da Tahiti alla Francia, e ha anche regatato con Joshua nella Sunday Times Golden Globe Race del 1968 in tutto il mondo, facendo un ottimo tempo, solo per abbandonare la regata verso la fine e navigare verso le isole polinesiane.
I traghetti nominati in onore di Slocum (Joshua Slocum e Spray) hanno servito le due corse Digby Neck in Nova Scotia tra il 1973 e il 2004. Il Joshua Slocum è stato descritto nella versione cinematografica di Dolores Claiborne.
Un aliante subacqueo, un veicolo subacqueo autonomo (AUV), progettato dallo Scripps Institute of Oceanography, prende il nome dalla nave Spray di Slocum. È diventato il primo AUV ad attraversare la Corrente del Golfo, mentre era gestito dalla Woods Hole Oceanographic Institution. Un altro AUV prende il nome dallo stesso Slocum: lo Slocum Electric Glider, progettato da Douglas Webb di Webb Research (dal 2008, Teledyne Webb Research).
Nel 2009 un aliante Slocum, modificato dalla Rutgers University, ha attraversato l'Atlantico in 221 giorni. La RU27 viaggiò da Tuckerton, nel New Jersey, a Baiona, Pontevedra, in Spagna - il porto dove sbarcò Cristoforo Colombo al suo ritorno dal suo primo viaggio nel Nuovo Mondo. Come lo stesso Slocum, l'aliante Slocum è in grado di viaggiare per migliaia di chilometri. Questi alianti continuano ad essere utilizzati da vari istituti di ricerca, tra cui il Dipartimento di oceanografia e il gruppo di ricerca geochimica e ambientale (GERG) della Texas A&M University, per esplorare il Golfo del Messico e altri corpi idrici.
Un monumento a Slocum esiste a Brier Island, in Nuova Scozia, non lontano dal negozio di stivali della sua famiglia. Slocum è commemorato in mostre museali presso il New Bedford Whaling Museum in Massachusetts, il Maritime Museum of the Atlantic ad Halifax, e il Mount Hanley Schoolhouse Museum vicino al suo luogo di nascita. Sono state pubblicate diverse biografie su Slocum.
Il fiume Slocum a Dartmouth, nel Massachusetts, è stato chiamato in suo onore, così come una pianta scoperta a Mauritius mentre era lì: "Tornando allo Spray per mezzo del grande giardino d'inverno di fiori vicino a Moka, il proprietario, avendo solo quella mattina scoperto una nuova pianta robusta, con mio grande onore la chiamò 'Slocum'". Slocum stesso scoprì un'isola per caso e la chiamò Isola di Alan Erric.
Slocum è stato inserito nella National Sailing Hall of Fame nel 2011.
Nel film d'animazione franco-lussemburghese Una barca in giardino (Slocum et moi) del 2024, diretto da Jean-François Laguionie, la figura di Slocum ha un ruolo-chiave.

## Opere
- Viaggio della Liberdade (prima pubblicazione in inglese nel 1890, titolo originale: Voyage of the Liberdade)
- The Voyage of the Destroyer (prima pubblicazione in inglese nel 1894)
- Solo, intorno al mondo (prima pubblicazione in inglese nel 1900, titolo originale: Sailing Alone Around the World)

Traduzioni italiane
- Il giro del mondo di un navigatore solitario, Mattioli 1885, Fidenza 2016 traduzione di Livio Crescenzi ISBN 978-88-6261-507-5